# AM (álbum de Arctic Monkeys)
AM es el quinto álbum de estudio de la banda inglesa de Indie Rock, Arctic Monkeys. Fue lanzado el 9 de septiembre de 2013, bajo el sello Domino Records. El 15 de julio de 2013, revelaron la portada del álbum. Es el álbum musical de rock más stremeado de todos los tiempos.
El disco cuenta con las colaboraciones de Josh Homme, Bill Ryder-Jones y Pete Thomas. Fue producido por James Ford y coproducido por Ross Orton en los estudios Sage & Sound Recording en Los Ángeles y Rancho de la Luna en Joshua Tree, California.
El álbum recibió elogios de la crítica. Fue nominado para el 2013 Mercury Prize al mejor álbum, y aparece en el número 449 en la lista de los 500 mejores álbumes de todos los tiempos, según la revista NME. Comercialmente, AM se ha convertido en el álbum más exitoso de Arctic Monkeys hasta la fecha, encabezó las listas en varios países, y llegó a las diez primeras posiciones en muchos más. En el Reino Unido, Arctic Monkeys rompió un récord con AM, convirtiéndose en la primera banda indie en debutar en el número uno en el Reino Unido con sus cinco primeros álbumes.

## Título del álbum
En una entrevista con Zane Lowe de la BBC Radio 1, el líder de Arctic Monkeys, Alex Turner, dijo que el título del álbum fue inspirado por el álbum recopilatorio de Velvet Underground, VU, de 1985. Él declaró: «De hecho yo lo tomé de Velvet Underground, simplemente confesaré eso ahora y lo quitaré del camino, del álbum VU, obviamente». «¿Lo hemos copiado? ¡Sí! Algo en él nos hace sentir que en este álbum estamos donde deberíamos estar. Así que se sentía bien agregarle las iniciales».

## Estilo musical
Alex Turner describió el sonido del álbum como «con un compás de Dr. Dre, pero le hemos dado un corte taza de Ike Turner y lo mandamos a galopar en el desierto en una Stratocaster», añadiendo que «esta vez suena menos como cuatro muchachos tocando en un cuarto. Esencialmente, así es cómo es, pero si puedes encontrar una manera de manipular los instrumentos o los sonidos al punto donde suena un poco como con un ritmo de hip hop que sería el jefe en tu auto, luego pienso que hay algo genial acerca de eso». Turner también citó a Outkast, Aaliyah y Black Sabbath como influencias.

## Contribución de Josh Homme
Hablando sobre la contribución de Josh Homme en AM con Zane Lowe, Turner dijo: «Lo de Josh fue más que nada un caso de uno de nosotros devolviéndole un favor al otro», refiriéndose a su aparición como vocalista invitado y letrista en el álbum de Queens of the Stone Age, ...Like Clockwork de principios de 2013. Turner continuó: «él vino y como que nos sacó de un pequeño bache. Es divertido, son amigos, una familia extensa ahora; (ellos) llegaron, y tuvieron una noche divertida. Su contribución a nuestro álbum es realmente emocionante, es probablemente mi favorita. Los treinta segundos que estuvo ahí fueron simplemente, no sé, es como algo que yo nunca había oído antes. No es para jactarme de esto ni nada, pero ya sabes a lo que me refiero». En una entrevista con 24sata, Turner mencionó que Homme aparecería en dos canciones: «One for the Road» y «Knee Socks». El 4 de julio, Homme mencionó a AM en el festival Rock for People en la República Checa: «Canté en el nuevo disco de Arctic Monkeys. Es un disco muy fresco, sexy para después de medianoche. Se llama AM, así que supongo que eso es muy obvio. Y es realmente bueno. Es muy bueno. No se trata de disco (como tal), pero es como un disco sexy para pistas de baile moderno. Es realmente bueno».

## Desempeño comercial
El 15 de septiembre de 2013 debutó en la primera ubicación de la lista de álbumes del Reino Unido, vendiendo 157 329 copias, y así convirtiéndose en el segundo álbum más rápidamente vendido de ese año. Arctic Monkeys también rompió un récord con el debut de AM, convirtiéndose en la primera banda indie en obtener el número uno en el Reino Unido con sus cinco primeros álbumes. El álbum también debutó en el número seis en los Estados Unidos, vendiendo 42 000 copias en su primera semana, la posición más alta de la banda en los Estados Unidos hasta la fecha.

## Lista de canciones
Toda la música compuesta por Alex Turner, excepto donde se especifica. 
| N.º | Título                                     | Duración |  |
| 1.  | «Do I Wanna Know?»                         | 4:32     |  |
| 2.  | «R U Mine?» (Alex Turner, Nick O'Malley)   | 3:20     |  |
| 3.  | «One For The Road»                         | 3:26     |  |
| 4.  | «Arabella»                                 | 3:27     |  |
| 5.  | «I Want It All»                            | 3:04     |  |
| 6.  | «No.1 Party Anthem»                        | 4:03     |  |
| 7.  | «Mad Sounds»                               | 3:35     |  |
| 8.  | «Fireside»                                 | 3:01     |  |
| 9.  | «Why'd You Only Call Me When You're High?» | 2:42     |  |
| 10. | «Snap Out Of It»                           | 3:12     |  |
| 11. | «Knee Socks»                               | 4:17     |  |
| 12. | «I Wanna Be Yours» (John Cooper Clarke)    | 3:04     |  |

## Certificaciones
| País   | Organismo certificador | Certificación | Ventas certificadas | Ref.   |
| ------ | ---------------------- | ------------- | ------------------- | ------ |
| México | AMPROFON               | 2× Platino    | 120 000             | [ 17 ] |

## Personal
Arctic Monkeys
- Alex Turner: voz principal, líder y guitarra rítmica, guitarra de doce cuerdas en «Do I Wanna Know?».
- Jamie Cook: líder y guitarra rítmica, drum machine en «I Wanna Be Yours».
- Nick O'Malley: bajo eléctrico, corista
- Matt Helders: batería, voz

Músicos adicionales
- Josh Homme: voz en «Knee Socks».[14] y «One for the Road»[18]
- Bill Ryder-Jones: guitarra en «Fireside».[18]
- Pete Thomas: batería en «Mad Sounds».[19]

Producción
- James Ford: productor, teclados.
- Ross Orton: coproductor.
- Ian Shea: ingeniero.
- Tchad Blake: mezclas.